# Королёво (Аскинский район)
Королёво (баш. Королёв) — деревня в Евбулякском сельсовете Аскинского района Республики Башкортостан России.

## Население
| 2002 | 2009 | 2010 |
| ---- | ---- | ---- |
| 75   | ↘60  | ↘54  |

## Географическое положение
Расстояние до:
- районного центра (Аскино): 13 км,
- центра сельсовета (Евбуляк): 1 км,
- ближайшей железнодорожной станции (Куеда): 122 км.